# Lesjaskogsvatnet
Le Lesjaskogsvatnet est un lac norvégien situé dans le comté d'Oppland. Il possède la particularité d'avoir deux émissaires, le Gudbrandsdalslågen et la Rauma.